# العلاقات الأنغولية الفنزويلية
العلاقات الأنغولية الفنزويلية هي العلاقات الثنائية التي تجمع بين أنغولا وفنزويلا.

## مقارنة بين البلدين
هذه مقارنة عامة ومرجعية للدولتين:
| وجه المقارنة                                              | أنغولا           | فنزويلا                                  |
| --------------------------------------------------------- | ---------------- | ---------------------------------------- |
| المساحة (كم2)                                             | 1.25 مليون       | 916.45 ألف                               |
| عدد السكان (نسمة)                                         | 29.78 مليون      | 28.87 مليون                              |
| الكثافة السكانية (ن./كم²)                                 | 23.82            | 31.5                                     |
| العاصمة                                                   | لواندا           | كاراكاس                                  |
| اللغة الرسمية                                             | اللغة البرتغالية | اللغة الإسبانية، لغة الإشارة الفنزويلية ‏ |
| العملة                                                    | كوانزا أنغولي    | بوليفار فنزويلي                          |
| الناتج المحلي الإجمالي (بليون دولار)                      | 124.21 مليار     | 482.36 مليار                             |
| الناتج المحلي الإجمالي (تعادل القوة الشرائية) بليون دولار | 184.83 مليار     |                                          |
| الناتج المحلي الإجمالي الاسمي للفرد دولار أمريكي          | 4.10 ألف         |                                          |
| الناتج المحلي الإجمالي للفرد دولار أمريكي                 |                  |                                          |
| مؤشر التنمية البشرية                                      | 0.533            | 0.762                                    |
| رمز المكالمات الدولي                                      | +244             | +58                                      |
| رمز الإنترنت                                              | .ao              | .ve                                      |
| المنطقة الزمنية                                           | ت ع م+01:00      | 00                                       |

## منظمات دولية مشتركة
يشترك البلدان في عضوية مجموعة من المنظمات الدولية، منها:
| علم المنظمة | اسم المنظمة                        | تاريخ انضمام أنغولا | تاريخ انضمام فنزويلا |
| ----------- | ---------------------------------- | ------------------- | -------------------- |
|             | منظمة حظر الأسلحة الكيميائية       | ?                   | ?                    |
|             | منظمة الشرطة الجنائية الدولية      | ?                   | ?                    |
|             | منظمة التجارة العالمية             | ?                   | ?                    |
|             | الأمم المتحدة                      | 1 ديسمبر 1976       | 15 نوفمبر 1945       |
|             | البنك الدولي للإنشاء والتعمير      | 19 سبتمبر 1989      | 30 ديسمبر 1946       |
|             | يونسكو                             | 11 مارس 1977        | 25 نوفمبر 1946       |
|             | وكالة ضمان الاستثمار متعدد الأطراف | 19 سبتمبر 1989      | 9 مايو 1994          |
|             | الاتحاد الدولي للاتصالات           | 13 أكتوبر 1976      | 13 أغسطس 1920        |
|             | مؤسسة التمويل الدولية              | 19 سبتمبر 1989      | 28 ديسمبر 1956       |
|             | الاتحاد البريدي العالمي            | ?                   | ?                    |

## وصلات خارجية
- موقع وزارة الخارجية الأنغولية
- موقع وزارة الخارجية الفنزويلية